# Jakob Lovrenčić
Jakob Lovrenčić (1787., Zagreb - 27. siječnja 1842., Varaždin) bio je hrvatski književnik koji je stvarao na kajkavskom narječju hrvatskog jezika.

## Život i djelo
Jakob Lovrenčić rodio se u Zagrebu. Jedno je vrijeme bio provizor kod Draškovića u Trakošćanu, zatim činovnik na Kaptolu i kod grofice Katarine Patačić. Lovrenčić je sva svoja djela pisao na kajkavskom dijalektu, a ne štokavštinom, također nije pristupio ilircima. Kada se preselio u Varaždin deset je godina uređivao varaždinski Horvatski kalendar 1831. – 1839., a u njemu je kod tiskara Josefa Platzera i Ivana Szangille tiskao sve svoje knjige. Bavio se i prevođenjem i preradama (pohrvaćivanjem) drama njemačkih književnika: Augusta Kotzebua (Rodbinstvo) i Karla Eckartshausena (Presud zverhu stališa i roda) koje su u njegovo doba bile rado izvođene u varaždinskom sjemeništu, zagrebačkom kazalištu i među krapinskim kazališnim diletantima u 19. stoljeću. U djelima koja u naslovu imaju zajedničku sintagmu "kratka pripovedanja" nastoji postići vjersko-moralističku pouku. Najpoznatiji je njegovo djelo o Petrici Kerempuhu rađeno prema liku Nijemca Tilla Eulenspiegela.

## Djela
- Rodbinstvo, 1822.
- Kratka dobreh dersanyh pripovedanya (Kratka dobreh deržanjih pripovedanja), 1824.
- Kratka deset zapovedih Bosjeh pripovedanya (Kratka deset zapovedih Božjeh pripovedanja), 1825.
- Predszud zverhu ztalisha y roda (Predsud zverhu stališa i roda), 1830.
- Pesma domoljubna... Imbrehu Vojskovec... (Prigodnica Vojskecu), 1831.
- Adolf iliti kakviszu lyudi, (Adolf iliti kakvi su ljudi) 1833.
- Petricza Kerempuh iliti chini y sivlenye chloveka prokshenoga (Petrica Kerempuh iliti čini i živlenje človeka prokšenoga), 1834.
- Pesma domoljuba prepuštovanomu gospodinu Pavlu Mravinac ... prigodom njegova uzvišenja na čast lektorsku dana 31. grudna 1839 obderžavanom, 1839.

## Vanjske poveznice
- Rodbinztvo, jeden veszelo-igrokaz vu peterom dogodu (1822.), digital.onb.ac.at
- Kratka dobreh dersanyh Pripovedanya (1824.), digital.onb.ac.at
- Kratka Deszet zapovedih Bosjeh Pripovedanya (1825.), digital.onb.ac.at
- Predszud zverhu ztalisha y roda (1830.), digital.onb.ac.at
- Adolf iliti kakviszu lyudi (1833.), digital.onb.ac.at
- Petricza Kerempuh iliti chini y sivlenye chloveka prokshenoga (1834.), books.google.hr